# Mariano Melgarejo
Manuel Mariano Melgarejo Valencia (Tarata, Imperio español; 13 de abril de 1820-Tarata, Bolivia; 23 de noviembre de 1871) fue un militar y político boliviano. Ocupó la presidencia de Bolivia desde el 28 de diciembre de 1864 hasta su caída el 15 de enero de 1871.
Asumió el poder el año 1864 mediante un golpe de Estado al derrocar al presidente constitucional José María Achá, iniciando de esta manera su gobierno que fue conocido popularmente como Sexenio. Fue de personalidad controvertida; su dictadura se recuerda en Bolivia principalmente por su deficiente administración gubernamental y sus abusos contra la población indígena, además de haber firmado en 1866 y 1867 tratados de límites territoriales con Chile y Brasil muy lesivos para Bolivia.
El 15 de enero de 1871, el comandante en Jefe del Ejército de ese entonces, el general Agustín Morales, junto con el apoyo del pueblo paceño, cansado ya de las acciones despóticas del presidente durante casi siete años, rompió el miedo y se levantó junto con la población contra Melgarejo, protagonizando en la ciudad de La Paz una de las batallas más encarnizadas, feroces y terribles de la historia boliviana. Al final de ese día, el pueblo levantado derrotó a las tropas gubernamentales, logrando de esa manera derrocar al gobierno de Mariano Melgarejo.
Una vez derrocado del poder, Melgarejo huyó de Bolivia rumbo a Chile, donde permaneció por unos meses. Mientras se encontraba en Santiago de Chile, se enteró de que Juana Sánchez, su amante, estaba viviendo en la ciudad de Lima, Perú. En consecuencia, Melgarejo decidió partir de viaje con rumbo a ese país, pero, una vez llegado a Lima, fue asesinado a disparos el 23 de noviembre de 1871 por el hermano de Juana, José Aurelio Sánchez.
Su historia en cierta manera está plagada de mitos, esto por obras de sus enemigos y detractores de su historia que hasta el momento se enseñan como si fuesen hechos verdaderos. El mito más conocido y difundido es el del trueque del territorio que se tenía en la región del Mato Grosso por un caballo blanco.

## Primeros años
Nació el 13 de abril de 1820 en el poblado de Tarata, actual departamento de Cochabamba, Bolivia; perteneciente por entonces al territorio del Virreinato del Perú. Fue hijo ilegítimo de Ignacia Melgarejo y de José Linares. Cuando nació, su padre, no lo reconoció como su hijo legítimo y lo abandonó, motivo por el cual Mariano tuvo que llevar el apellido de su madre, quien lo crio durante su niñez. Junto a ella, Melgarejo creció y vivió su infancia en un hogar humilde en su casa y en el pequeño pueblo de Tarata, donde su casa aún perdura en la actualidad.

## Vida militar (1836-1864)

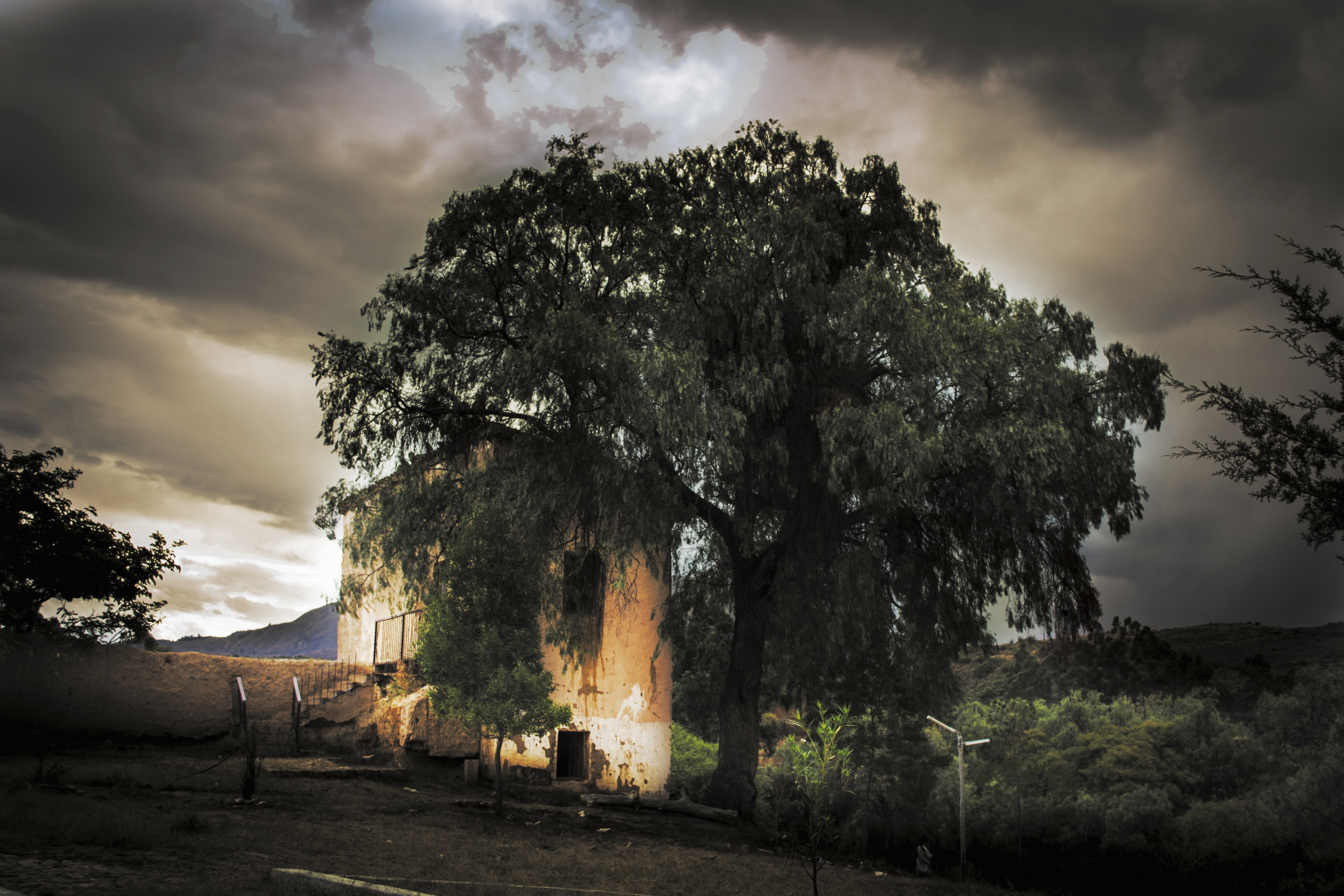
Casa de Mariano Melgarejo ubicada en el pueblo de Tarata del departamento de Cochabamba.

Mariano Melgarejo, como muchos jovenzuelos de la época, abrazó la carrera militar; él lo hizo en la ciudad de Cochabamba. Empezó inicialmente a sus 16 años, uniéndose en 1836 al ejército boliviano con el rango de soldado raso. Melgarejo alcanzó a estar presente en las diferentes batallas de la guerra contra la Confederación Perú-Boliviana (1836-1839) durante el gobierno del mariscal Andrés de Santa Cruz. Al terminar la guerra en 1839, fue ascendido al grado de sargento.
En 1841, a sus 21 años, Melgarejo participó en la batalla de Ingavi, combate internacional en el que Bolivia derrotó a Perú, con el grado de sargento y bajo el mando del mariscal José Ballivián Segurola. Durante la batalla, Melgarejo logró demostrar una heroica actuación de valentía en pleno campo de batalla, por lo que el gobierno boliviano lo ascendió a la escala de oficial con el grado de teniente segundo (subteniente).
Después de la batalla de Ingavi, el mariscal José Ballivián Segurola mantuvo al joven militar Melgarejo a su lado, con el objetivo de que le ayudara en la defensa de su gobierno contra futuros levantamientos militares de la oposición. Pero cabe mencionar que el presidente Ballivián veía defectos en el joven militar, por eso lo mantenía destinado en las fronteras, debido a su peligroso comportamiento a causa de las bebidas alcohólicas (muy frecuentemente).

### Ascensos

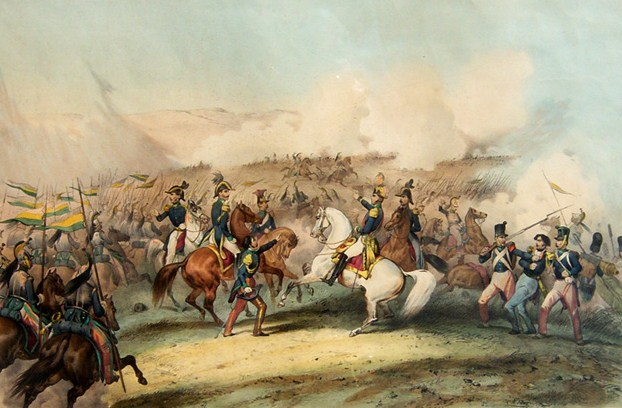
Batalla de Ingavi (1841). Grabado de mediados del

Durante su carrera militar, Melgarejo logró ascender en la jerarquía militar mediante la adulación a sus superiores, su disposición a participar en las rebeliones y en algunos hechos de valor aislados, aunque sin intervenir mayormente en política (hasta 1854). En el ámbito educativo, a diferencias de los otros militares de su época, Melgarejo se caracterizó por ser poco instruido, pero siempre voluntarioso:
- En 1836, ingresa al ejército de Bolivia con el grado de soldado (con 16 años).
- En 1839, ascendió al grado de sargento (con 19 años).

En este punto cabe mencionar que Melgarejo logra ingresar a la escala de oficial en su ascenso de 1841, promovido por el gobierno de ese entonces, luego de haber peleado con heroísmo y valentía en la batalla de Ingaví.
- En 1841, ascendió al grado de teniente segundo. En la actualidad, grado de subteniente (con 21 años).
- En 1846, ascendió al grado de teniente primero. En la actualidad, grado de teniente (con 26 años).
- En 1850, ascendió al grado de capitán (con 30 años).
- En 1855, ascendió al grado de mayor (con 35 años).
- En 1857, ascendió al grado de teniente coronel (con 37 años).
- En 1859, el presidente de Bolivia José María Linares asciende en persona a Melgarejo al grado de coronel (con sus 39 años), en agradecimiento por haberle ayudado a derrocar al expresidente Jorge Córdova.
- En 1862, el presidente de Bolivia José María Achá asciende en persona a Melgarejo al grado de general de Ejército (con sus 42 años), en agradecimiento por haberle ayudado a derrocar al expresidente José María Linares. Este era el máximo grado al que se puede llegar dentro del Ejército. En tan sólo 26 años, Mariano Melgarejo pasó de ser un simple soldado (en 1836) a ser el general de todo el Ejército de Bolivia (en 1862).[1]
- En 1864, derroca al presidente que lo ascendió a general y Melgarejo se convierte en presidente de Bolivia (a sus 44 años).

## Vida política (1854-1864)

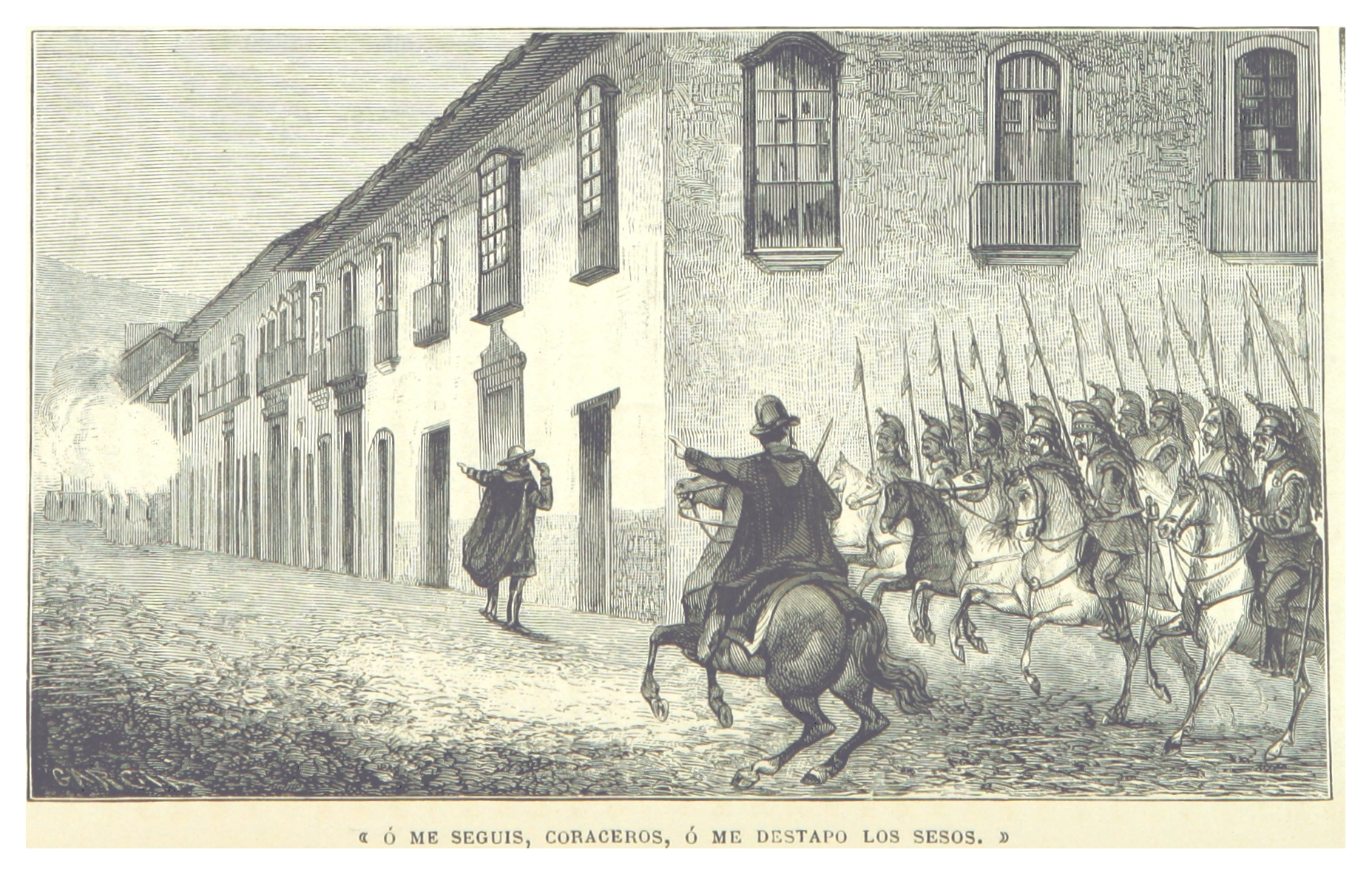
"O me seguís coraceros o me destapo los sesos", famosa arenga de Melgarejo ante la inminente toma del poder de Belzu.

### Pena de muerte e indulto presidencial
El año 1854, a sus 34 años de edad y con el rango de capitán, Melgarejo aparece por primera vez en la escena pública y política de Bolivia. A principios de ese año, se amotinó junto a sus tropas haciendo un levantamiento militar en la ciudad de Santa Cruz de la Sierra, pronunciándose contra el gobierno del presidente Manuel Isidoro Belzú, pero su revuelta fue rápidamente aplastada por las tropas gubernamentales, siendo capturado y llevado inmediatamente a la ciudad de Cochabamba para ser enjuiciado. Durante su juicio, Melgarejo fue juzgado y culpado por el delito de alta traición a la patria y levantamiento armado contra el estado boliviano, siendo condenado a la pena de muerte (según las leyes bolivianas de aquel entonces).
Cuando Melgarejo se encontraba solitario en su celda, ya sólo esperando su pena de muerte mediante fusilamiento (como correspondía a los militares de esa época), algunas damas de la alta clase de la sociedad cochabambina (muy amigas suyas), se reunieron en persona con el presidente Manuel Isidoro Belzú en el palacio de gobierno, para pedirle clemencia y perdón por la vida de Melgarejo, atribuyendo a la excusa del alcoholismo sus actuaciones de revuelta y levantamiento militar.

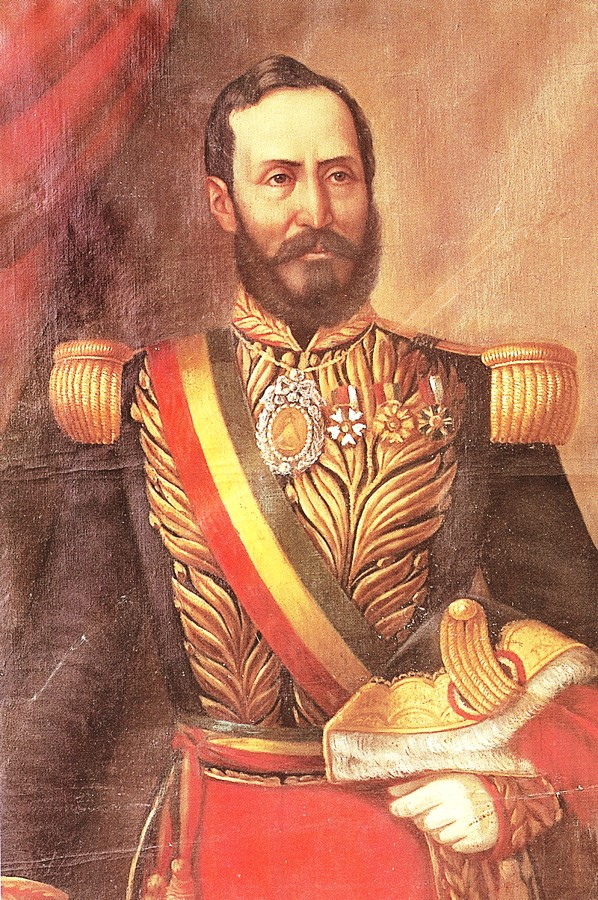
Presidente de Bolivia Manuel Isidoro Belzu (1808-1865), logró gobernar el país durante casi 7 largos años desde 1848 hasta 1855, cuando decidió de manera bondadosa perdonar la vida del entonces capitán Mariano Melgarejo en 1854, evitando el fusilamiento del indisciplinado militar, sin embargo solamente 11 años después, el terrible Melgarejo asesinó personalmente al expresidente Belzu en marzo de 1865 en pleno Palacio Quemado de la ciudad de La Paz.

El presidente Manuel Isidoro Belzú accediendo a la petición, perdonó la vida de Mariano Melgarejo, pero luego, y de manera profética, les dijo a las mujeres cochabambinas que "algún día se arrepentirían" de aquella acción que habían realizado al pedir clemencia por la vida de un militar mujeriego y borracho. Después de este indulto presidencial, Melgarejo fue liberado y continuó con su carrera militar.
Como paradoja de la historia, cabe mencionar que entre las varias damas que pidieron por la vida de Melgarejo se encontraba la madre del prestigioso poeta y político boliviano Néstor Galindo, quien 11 años después (en 1865), sería cruelmente fusilado por el propio gobierno de Melgarejo, en la batalla de la Cantería de Potosí.

### Conspiraciones políticas
Después de su revuelta militar de 1854, Melgarejo adquirió cierta notoriedad y un mediano liderazgo entre las tropas del ejército. Los gobiernos de los presidentes Jorge Córdova (1855-1857) y José María Linares (1857-1861) (posteriores a Manuel Isidoro Belzú), lo consideraban como un militar al que siempre debería de mantenérsele constantemente destinado en lejanas fronteras, lejos de las principales ciudades capitales, esto según ellos, con el objetivo de que no contagie con su alcoholismo e inmoralidad a las demás tropas y de esa manera, a la vez, evitar también futuros levantamientos militares.
Durante el gobierno del presidente Jorge Córdova (1855-1857), Melgarejo ostentaba ya el rango de teniente coronel de ejército. Durante ese tiempo apoyó abiertamente las conspiraciones que tenía el político José María Linares para derrocar al presidente Córdova. Es por eso que en septiembre de 1857, junto al coronel Plácido Yáñez, ayuda en el golpe de Estado, poniéndose bajo las órdenes de Linares, organizando y comandando las barricadas de la ciudad de Cochabamba. Durante esa batalla, el presidente Jorge Córdova fue derrocado y Linares subió a la presidencia de Bolivia, el cual de paso, lo ascendió al grado de coronel en 1859.

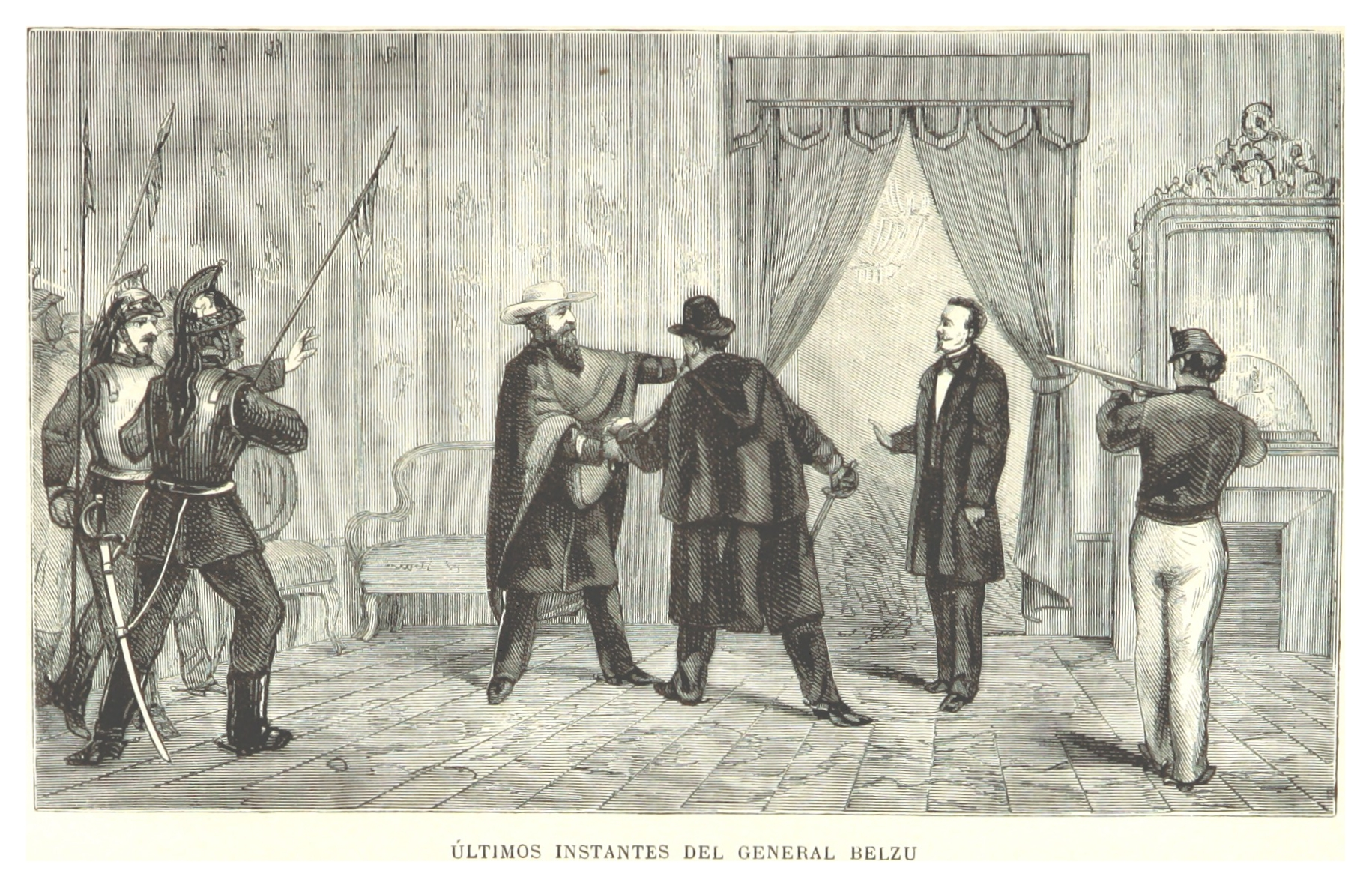
Representación gráfica del momento cuando de manera sorpresiva Mariano Melgarejo saca rápidamente su pistola y decide matar al expresidente Manuel Isidoro Belzu, quien se había caracterizado por ser un personaje muy querido y apoyado por las clases más bajas y populares de Bolivia durante el.

Durante los primeros meses de gobierno de José María Linares, el coronel Melgarejo inicialmente lo apoyó abiertamente, pero años después se levantó contra él, hasta su caída. Una vez que el presidente Linares fuera derrocado de la presidencia mediante un golpe de Estado el año 1861, perpetrado a cabo por el general José María Achá. Durante este levantamiento militar cambió de bando apoyando abiertamente el golpe del general Achá.

### Ascenso al poder
Combatió varias batallas en nombre del presidente José María de Achá, el cual a cambio le dio su amistad y su total confianza, ascendiendo a Melgarejo al grado de general de ejército en 1862. Durante en ese tiempo, a principios del año 1864 corrió el rumor en la sociedad boliviana, sobre el engaño y la infidelidad que la esposa del presidente Achá estaba realizando junto con el general Melgarejo.
Al descubrirse semejante secreto de los amantes, decayó gravemente la moral y la salud del mandatario José María Achá así como también su respeto frente al ejército siendo desprestigiado por la oposición. Su esposa llegaría a fallecer repentinamente semanas después, afligida también por una grave enfermedad en agosto de 1864.

## Presidente de Bolivia (1864-1871)

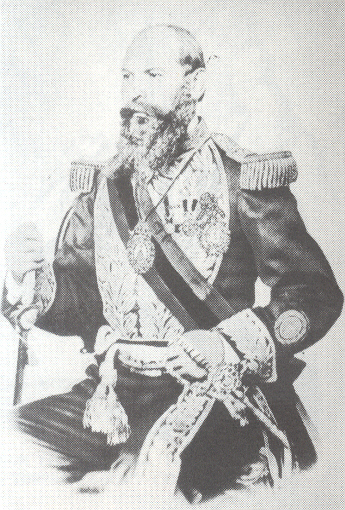
Mariano Melgarejo (1864-1871) como presidente de Bolivia.

En diciembre de 1864, aprovechando la delicada salud del presidente José María Achá, Melgarejo se subleva militarmente contra él, y junto a sus tropas realiza un golpe de Estado contra el gobierno de Achá derrocándolo del poder. Mariano Melgarejo subió a la Presidencia de Bolivia el 28 de diciembre de 1864 a los 44 años de edad.

### Asesinato del expresidente Belzú
El expresidente Belzú, que se encontraba exiliado en Europa, regresó entonces a Bolivia para disputarle el poder al general Melgarejo, estallando una guerra civil. A comienzos de 1865, las tropas de Belzú controlaban parte del país y del ejército, por lo que el 23 de marzo del mismo año Melgarejo pidió reunirse con él en la ciudad de La Paz con el pretexto de poner fin al conflicto. No obstante, apenas ingresado en el Palacio Quemado para la entrevista, Melgarejo y sus hombres buscaron a Belzú y lo asesinaron. Nuevas investigaciones dan posible la teoría de que como el inseparable revólver de Melgarejo fallaba (el vendedor averiguó que de 5 tiros solo salió 1 bala), entonces el balazo que mató a Belzú salió del revólver de algún soldado que se encontraba detrás de él ayudando en la rebelión.
Según la leyenda, cuando se supo de la presencia de Melgarejo una muchedumbre se reunió en la plaza central frente al Palacio de Gobierno de Bolivia dando vivas a Belzú, pero entonces Melgarejo apareció en un balcón con el cadáver de Belzú y anunció "Belzú está muerto. ¿Quién vive ahora?". Se cuenta que la muchedumbre contestó: "¡Larga vida a Melgarejo!".

### Administración

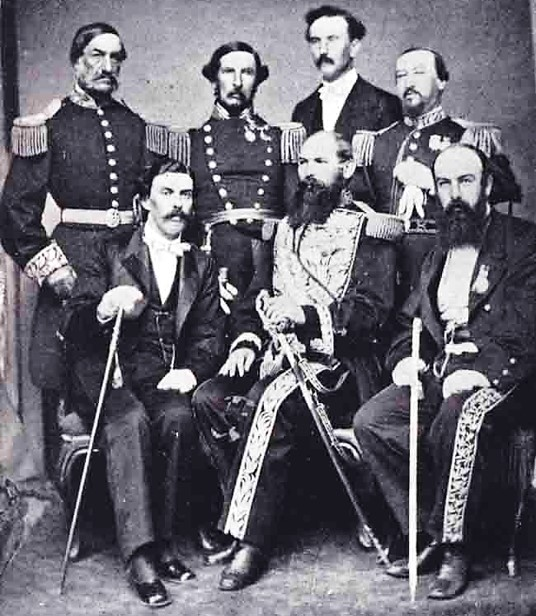
Famosa e histórica fotografía del 18 de marzo de 1866 donde se puede ver al terrorífico y muy temido presidente boliviano Mariano Melgarejo Valencia junto a sus ministros de estado (Melgarejistas), recibiendo las cartas credenciales del nuevo embajador chileno en Bolivia en el Palacio Quemado de la ciudad de La Paz.
Parados de izq. a der:
1° General boliviano Pedro Olañeta Zelaya (1808-1867)
2° General boliviano Gonzalo García Lanza (1808-1885)
3° Diplomático chileno Carlos Walker Martínez (1842-1905)
4° General boliviano José Manuel Ravelo (1811-1881)
Sentados de izq. a der:
1° Embajador chileno Aniceto Vergara Albano (1825-1909)
2° Presidente boliviano Mariano Melgarejo (1820-1871)
3° Canciller boliviano Mariano Donato Munóz (1823-1894).

Después de autoproclamarse presidente de Bolivia, y habiéndose instalado como tal, Melgarejo procedió a gobernar sin rivales pero con mucha incompetencia. Una de sus primeras medidas fue suprimir violentamente a la oposición y atropellar los derechos tradicionales de la población indígena, declarando que las tierras de propiedad comunal de las comunidades nativas serían propiedad del Estado. Con ello ordenó el desalojo violento de las comunidades para otorgar las tierras a terratenientes aliados, agresión que ni siquiera había sido realizada durante la dominación española. También suprimió las municipalidades y gobiernos locales, negándose a designar alcaldes inclusive a partidarios suyos.
Melgarejo confió la administración pública en su canciller, un joven abogado llamado Mariano Donato Muñoz, sobre todo en la política exterior. Poco después de asumir el poder fue visitado por una joven de familia adinerada de La Paz llamada Juana Sánchez, quien pidió a Melgarejo clemencia para su hermano Aurelio Sánchez, condenado a muerte. Melgarejo no sólo perdonó la vida al acusado sino que tomó por concubina a Juana Sánchez tras retenerla en Palacio Quemado por tres días consecutivos. Apasionado totalmente por la joven paceña (la cual sucumbió a la personalidad del general), Melgarejo le otorgó a ésta y a su familia gran influencia sobre el gobierno, que los Sánchez aprovecharon maliciosamente para enriquecerse a expensas del erario.
La gestión de Melgarejo resultaba cada vez más errática e inestable, en tanto el dictador gastaba gran parte del tiempo en orgías junto a Juana Sánchez, tan o más lujuriosa que el propio general y siendo ella misma adicta al alcohol. En 1866, Melgarejo celebró un tratado limítrofe con Chile, fijando la frontera común pero reconociendo la totalidad de los intereses comerciales chilenos sobre la explotación de salitre en el litoral boliviano de Antofagasta, prácticamente sin que Bolivia obtuviera compensación alguna más que el "derecho" de cobrar impuestos en su propio territorio. Posteriormente en 1867 negoció con el Imperio del Brasil la venta de 102.400 km² de territorio boliviano (entonces pertenecientes al Acre) mediante la firma del Tratado de Ayacucho, a cambio del pago de dos millones de libras esterlinas y del compromiso brasilero de construir el ferrocarril Madeira-Mamoré. En 1868, Melgarejo promulgó una nueva constitución forzada por él mismo, otorgándose poderes omnímodos sobre la administración pública y atribuyendo a su cargo, literalmente, la facultad de "perseguir y matar a los opositores", terminando la ceremonia de promulgación con un banquete (y consiguiente orgía) donde hizo participar a Juana Sánchez totalmente desnuda.

### Guerra de la Triple Alianza (1864-1870)

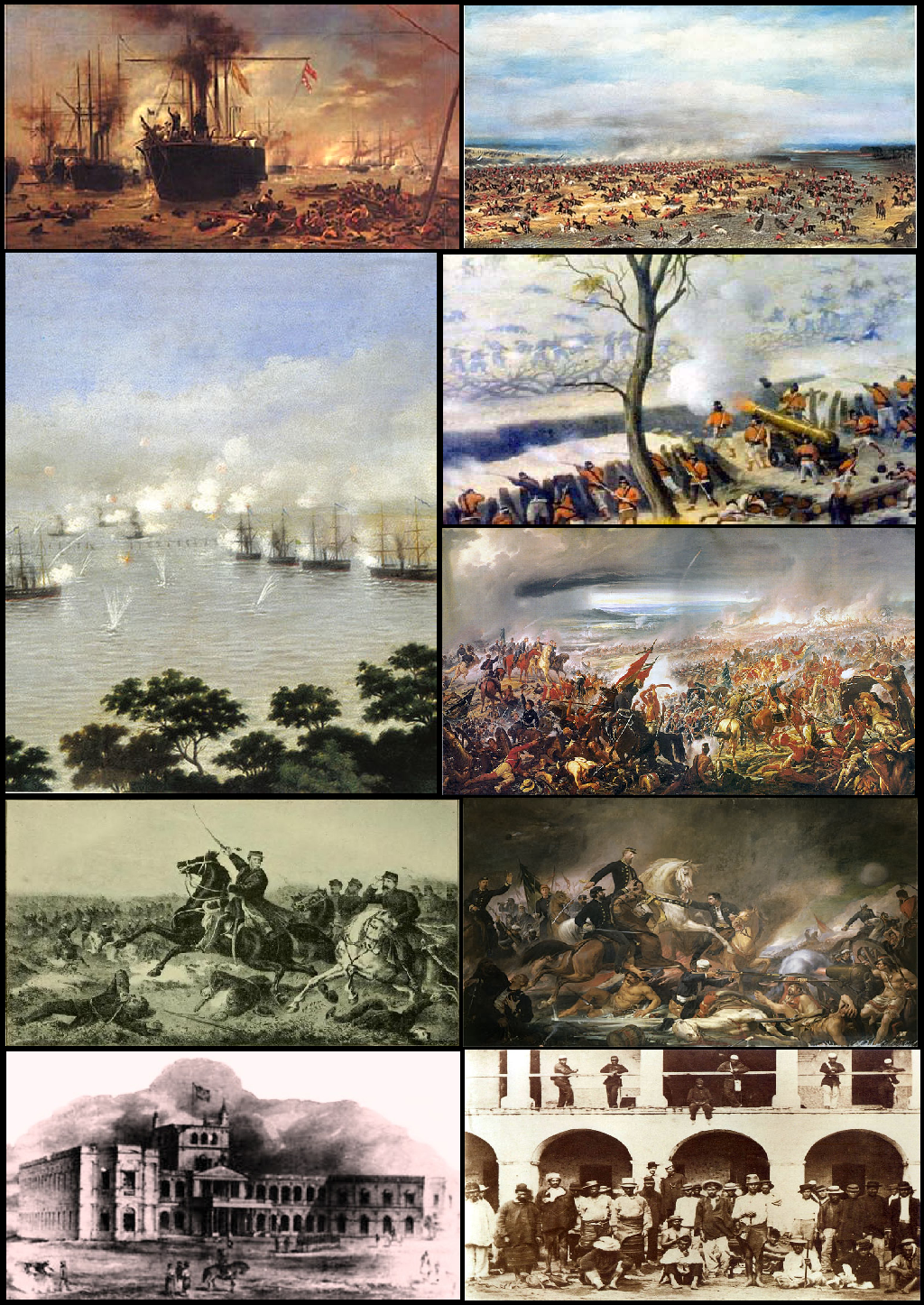
Escenas de la guerra de la Triple Alianza (1864-1870).

En 1864, Paraguay había sido invadido por tres países a la vez como Brasil, Argentina y Uruguay (guerra de la Triple Alianza (1864-1870)). Melgarejo se solidarizó con Paraguay dando su apoyo total a esta nación. Pero su supuesto apoyo quedó solo en palabras, ya que Melgarejo en los hechos mantuvo una actitud neutral y jamás movilizó a tropas en socorro del Paraguay.

### Guerra franco-prusiana (1870)
En julio de 1870 Prusia invadió Francia, inicio a la guerra franco-prusiana). Melgarejo, bajo los efectos del alcohol cuando se enteró de la noticia, convocó tropas bolivianas en la plaza mayor de La Paz para ayudar al  ejército francés en la defensa de París, una ciudad con la que Melgarejo estaba fascinado por los relatos de sofisticación y elegancia. Se puso en marcha frente a sus huestes, y cerca del panteón le dieron alcance sus ministros. Le preguntaron por su ruta y respondió “¡por el desecho!”. En aquel momento se desató una lluvia torrencial y los cercanos de Melgarejo lograron disuadirlo del plan.

### Caída
Al mando de un aproximado de 12 000–20 000 hombres se levantó una Rebelión en 1870-1871 en Bolivia, contra el gobierno del presidente Melgarejo, exigiendo la restitución de las tierras expropiadas a las comunidades, junto al respeto de la propiedad comunal de la tierra entre los indios.

"Mariano Melgarejo, amparado en el liberalismo, fue el causante del mayor asalto a la propiedad de los indios... declaró las tierras de las comunidades propiedad del Estado, al mismo tiempo que abolía el tributo indígena. Naturalmente, muchos terratenientes se beneficiaron ya que los indios no estaban en condiciones de comprar terrenos privados".
Bethell, 1991

Las causas de está rebelión fueron las desamortizaciones y expropiación de bienes de los indígenas por parte del estado boliviano, en nombre de una Revolución liberal-burguesa que buscaba lograr la Modernización del país, puesto que las elites gobernantes veían como un despropósito que las tierras de los indios no estén en manos de propietarios con mentalidad empresarial que traiga progreso al país en el marco de la Segunda Revolución Industrial, además de justificarse en la ideología de la Igualdad ante la ley, por el que se deseaba que los indios tengan el mismo régimen de propiedad privada que tenían los blancos, en vez de tener una desigualdad jurídica que fue legada por las instituciones coloniales españoles (Derecho indiano y Leyes de Indias) con su proteccionismo a la República de indios junto a sus formas de organización tradicional de las comunidades locales, vistas como un estorbo frente a las ideas nuevas de la Ilustración con el concepto de una ciudadanía indistinta para todos y un Estado moderno con una burocracia unificada desde el estado (con sede en una capital de ciudad urbana) que era incompatible con la autonomía de la autoridad local del campo rural, que practicaba el Principio de subsidiariedad contra el estatismo. Idealmente se esperaba que los indios se vuelvan ciudadanos-propietarios de sus tierras a través de un contrato entre individuo y estado que asegure su Libertad económica, pero en la práctica, esas tierras fueron puestas a la venta para los terratenientes y los hombres más acaudalados de Bolivia, también amparados en el ideal de Libre mercado.

"Se debe arrancar esos terrenos de las manos del ignorante indígena, atrasado, sin medios; y pasarlos a la emprendedora, activa e inteligente raza blanca, ávida de propiedades y fortuna, llena de ambición y de necesidades, es efectuar la conversión más saludable en el orden social y económico de Bolivia."
Vicente Dorado, 1864

"Durante el primer periodo republicano las comunidades indígenas sobrevivieron y su población aumento debido a la contracción económica urbana existiendo pocos problemas entre comunidades y haciendas. […] la “pax-comunal” entró en crisis a partir de la década de 1860. Con el fin de disminuir el déficit fiscal Melgarejo emprendió la primera gran embestida contra la propiedad comunal."
Klein y Greishaber, 1991

Su líder era Luciano Willka, natural de Santiago de Huaycho, quien se proclamó como “General en Jefe de todos los indios comunarios”, e incluso algunas fuentes del momento también mencionan que él afirmó ser un “descendiente de los Incas”, por lo que sus tropas de indios marcharon en La Paz con unas banderas blancas y rojas que tenían el sol (Inti) bordado en el centro. Así, amparado en un aura incasico, así como contando con la ayuda de los quechuas y aymaras de la región, le declaró la guerra al gobierno de Melgarejo, la oligarquía criolla del estado boliviano, los grupos liberales y los hacendados. Posteriormente, en 1870, Luciano Willka se alió con el coronel Agustín Morales y el abogado Casimiro Corral contra el gobierno del General Melgarejo.

"millares de indios con banderas blancas desfilaron hacia la guerra contra Melgarejo, capitaneados por Luciano Vilca”
Casimiro Corral, 1870

“Este Willka fue, sin duda, Luciano Willka. El jefe indígena intervino en la revolución y contribuyó, según los términos de su compromiso, a la caída de Melgarejo, ocurrida el 15 de enero de 1871”.
Condarco, 1983

Alarmado, Melgarejo atacó Potosí y aplastó la revuelta mediante una serie de matanzas y crueldades, pero pronto trazó nuevos planes al saberse que, aprovechando su ausencia, La Paz, Cochabamba, y otras ciudades, también se habían unido a una sublevación generalizada. Melgarejo reunió a sus tropas y marchó sobre La Paz, pero pronto sus hombres empezaron a desertar masivamente. Finalmente, el 15 de enero de 1871 su maltrecho ejército, liderado por José María Calderón, fue derrotado completamente por el Comandante del Ejército, general Agustín Morales.
Melgarejo quedó abandonado a su suerte, carente de tropas y de aliados, debiendo huir a Chile para salvar la vida. Casi en la miseria, Melgarejo supo en Chile que Juana Sánchez y su familia habían huido a Lima (Perú) con parte de sus riquezas. El derrocado dictador logró conseguir dinero prestado y acudió a Lima en busca de su antigua pareja, pero Juana Sánchez se negó a recibir en su residencia al arruinado Melgarejo, quien pasó días ante el edificio reclamando a gritos ser admitido por su concubina. Finalmente Melgarejo murió asesinado a tiros el 23 de noviembre del mismo año ante la casa de Juana, a manos de su ex cuñado Aurelio Sánchez.

## Personalidad

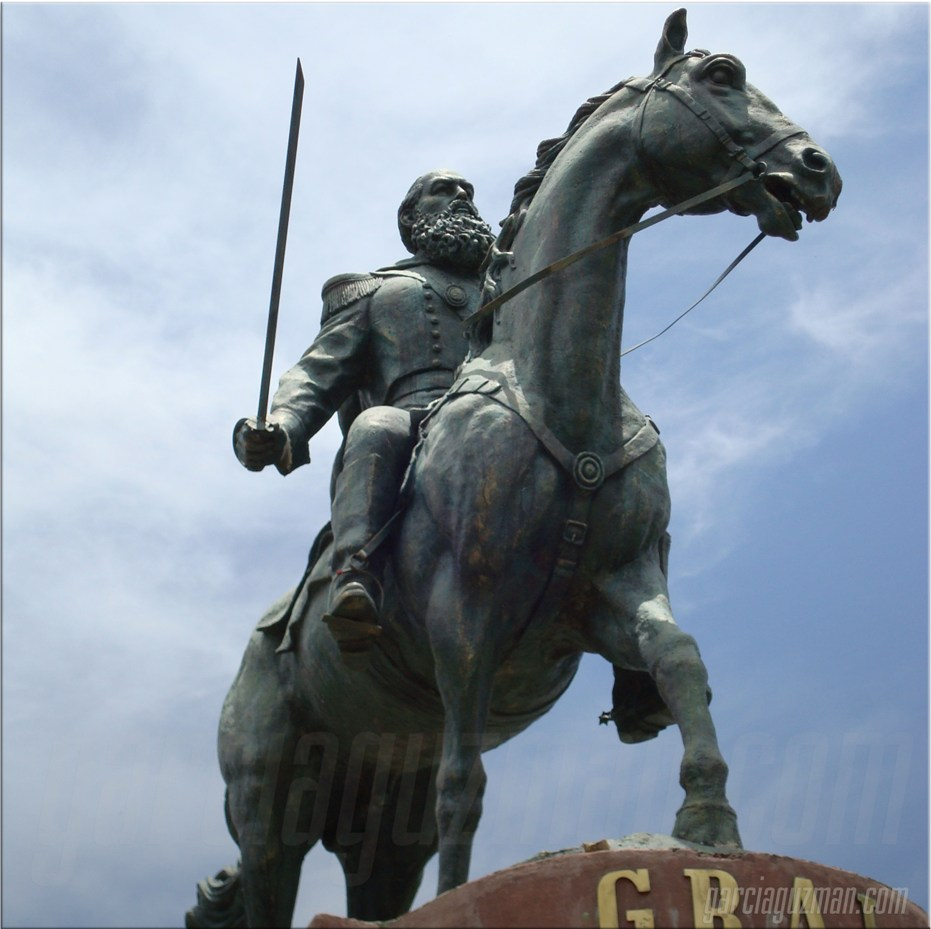
Monumento ecuestre en homenaje al gral. Mariano Melgarejo.

El valor casi temerario y la terquedad brutal de Melgarejo son los materiales de los cuales se nutren las leyendas, como en las anécdotas populares todavía en circulación, 150 años después de su muerte, de cosas que supuestamente hizo o no.
Se decía que Melgarejo había dado una inmensa cantidad de tierra a Brasil a cambio de lo que él describió como un "magnífico caballo blanco". Las historias dicen que un ministro brasileño se presentó ante Melgarejo con un caballo blanco y otros regalos. Para mostrar su apreciación, Melgarejo tomó un mapa de Bolivia, lo marcó con el casco del caballo y dio esa tierra, muy disputada por los indígenas bolivianos, como regalo al gobierno brasileño. Este y otros incidentes, como la posesión y venta de tierras en el altiplano (la meseta alta) al más alto postor, privó a virtualmente a todos los indígenas de sus tierras en unas cuantas décadas.
Cuentan también que una vez un guardia notó que Mariano Melgarejo (quien no sabía leer) tomó un periódico, pero al revés. Al informarle el guardia sobre su error Melgarejo le respondió: "¡Carajo! ¡El que sabe leer, lee nomás".
La lealtad que le tenían sus subordinados era mezclada con el miedo: en una ocasión, estando en una reunión social en el segundo piso del palacio de gobierno, llamó a su guardia presidencial y les ordenó marchar de frente. Cuando los soldados llegaron al balcón del palacio tuvieron que seguir marchando hasta caer al piso de la plaza Murillo. Se dice que hubo algunas fracturas, pero ningún muerto. Si desobedecían la orden directa de Melgarejo otra habría sido su suerte.
Pero este hombre noble para unos, y tirano déspota para otros, tenía grandes muestras de compasión y frialdad; en la mañana podía ejecutar a un simple soldado y en la tarde podía perdonar la vida de un traidor, podía humillar y enorgullecer. Era un hombre con una única virtud indiscutible, su valor; apasionado por las artes y los hechos bellos de la vida, devoto católico, tanto podía reír a mandíbula batiente al ver el incendio de un pueblo, como llorar por el llanto de un niño. Las personas más cercanas conocieron lo inestable de la personalidad de Melgarejo.
Actualmente en la Iglesia de Tarata, existe empotrada en una de sus paredes un cráneo que se atribuye es el de Melgarejo, siendo de creencia popular el hecho de que este cráneo puede conceder deseos a quien se lo pida.